# Краљ-филозоф
Краљ-филозоф је хипотетички владар код кога је политичка вештина комбинована са филозофским знањем. Концепт града-државе којим владају филозофи је први пут истражен у Платоновој Држави, написаној приближно 375. п. н. е. Платон је тврдио да идеалну државу – ону која обезбеђује максималну могућу срећу за све своје грађане – може створити само владар који поседује апсолутно знање, стечено филозофским проучавањем. Од средњег века па надаље, исламски и јеврејски аутори су проширивали теорију, прилагођавајући је својим схватањима савршеног владара.
Неколико историјских личности, укључујући Александра Великог и Марка Аурелија, антички и модерни писци описују као оличење идеала краља-филозофа.

## УДржави
Држава је сократовски дијалог, у коме се лик Сократа претвара у гласноговорника Платонових идеја. У првој и другој књизи, Сократ је пред изазовом да дефинише правде, што намерава да постигне тако што ће замислити како би функционисао идеалан град-држава. Он сугерише да би идеалном државом владала посебно обучена класа чувара, у којој би духовна природа била комбинована са филозофским расположењем.
Сократ појашњава своја становишта правећи разлику између правих и лажних филозофа. Прави филозоф (или „љубитељ мудрости“) је онај који воли „истину у свакој ствари“, за разлику од оних који воле само саме ствари. Ово је референца на Платоново веровање да су све одређене ствари само сенке вечних Форми. Само је филозоф, дакле, квалификован да влада, јер само филозоф има знање о апсолутној истини, и може да примени ово знање за добро државе.
Сократ затим истиче квалитете које идеални филозоф мора да поседује, укључујући истинитост, умереност, праведност и добро памћење. Примећује се, међутим, да је овај идеал у оштрој супротности са стварношћу, јер су многи филозофи „потпуни лопови“, а најбољи од њих се генерално сматрају бескорисним. Сократ објашњава лошу репутацију филозофа кроз метафору Државног брода, у којој упоређује атинску демократију са групом побуњених морнара који се боре једни с другима за контролу над кормилом брода. Морнари, који и сами немају знања о вештини навигације, поричу да је то неопходна квалификација за пилота и вређају свакога ко им не помаже да остваре своје циљеве. Сократ затим признаје да су многи филозофи заиста корумпирани, али то приписује чињеници да су одгајани у корумпираном друштву. Само у идеалном стању филозоф ће моћи да оствари свој пуни потенцијал, „и да буде спаситељ своје земље, али и самог себе“.
Вративши се на тему идеалног стања, Сократ елаборира начин на који би његови Чувари били образовани, како би их довео до потпуног и потпуног познавања Форми. Ово образовање ће трајати тридесет пет година, а будући Старатељи тада морају провести још петнаест година заузимајући мање функције, како би стекли животно искуство. Са педесет година биће квалификовани да владају. Међутим, као филозофи, они неће имати жељу да се баве политиком; они ће то учинити само из сопственог осећања дужности.
Сократ закључује овај део дијалога потврђујући да је идеално стање способно да се оствари, али само ако би један или више филозофа некако дошли на власт у граду. Он даље сугерише да би, ако би се то догодило, најбржи начин за краља-филозофа да успостави савршену државу био да истера сваког становника старијег од десет година, како би могао да васпитава млађу генерацију у складу са са филозофским принципима.

## Историја тумачења
Аристотел у својој Политици критикује многе аспекте Платонове политичке теорије и износи своје идеје о томе како треба управљати савршеним градом. Уместо предлагања, као што то чини Платон, успостављање владајуће класе, Аристотел тврди да сви грађани треба да имају једнак удео у управљању градом. Међутим, у једном одломку (књига 3, глава 13), Аристотел пише да ако се нађе један или више људи који су далеко надмашили своје суграђане у врлини, било би против природног поретка да такви људи подлежу владавина својих инфериорних, те их стога треба учинити „краљевима у својој држави доживотно“. Док се Аристотел овде приближава идеалу филозофа-краља, он не каже изричито да такав вођа треба да буде вешт у филозофији, а његови списи обично повлаче оштру разлику између теоријске мудрости филозофа и политичке мудрости једног владара.
Када је Политика преведена на латински у тринаестом веку, постала је темељни текст политичке филозофије у хришћанском свету, а Платонове идеје су маргинализоване у корист аристотеловског раздвајања временске и духовне власти. С друге стране, исламски научници су били под јаким утицајем Платонове Државе, налазећи у краљу-филозофу пандан традиционалној фигури „пророка законодавца“. Ал-Фараби је помно пратио Платонов опус, пишући да је идеална држава она која најпажљивије води рачуна о духовном образовању својих грађана и да њен владар стога мора имати високо развијено разумевање сврхе људског постојања. Оно што је Ал-Фараби одступио од Платона било је у тврдњи да оснивач савршене државе не мора бити само филозоф већ и пророк, јер савршени закон може доћи само од Бога. Наследници оснивача не морају бити пророци, али ипак морају бити филозофи, способни да правилно протумаче и примењују примљени закон.
Средњовековни исламски филозофи имали су много прилика да своје политичке теорије спроведу у пракси, јер су често заузимали положаје на краљевском двору, а многи су чак служили и као везири. Упркос њиховом веровању у идеал краља-филозофа, познато је да ниједан исламски филозоф није покушао да преузме власт за себе, очигледно задовољавајући се поданичким положајем. Ал-Фараби прави уступак оваквом стању ствари када пише да је, пошто су владари који поседују све неопходне врлине ретки, могуће да се краљевство идеалне државе подели између два човека, „од којих је један филозоф а други испуњава преостале услове“.
Преводом дела Ал-Фарабија и Ибн Рушда на хебрејски, концепт краља-филозофа ушао у јеврејску политичку мисао. Библијске личности као што су Мојсије, Абрахам и Соломон држане су као примери идеалних владара, при чему је Платонова теорија претрпела додатна изобличења како би задовољила потребе јеврејских филозофа. Популарност идеје је коначно опала током седамнаестог века, пошто су утицајни аутори попут Баруха Спинозе почели да формулишу више секуларне политичке филозофије по узору на Макијавелијева дела.

## Примери из стварног света

### Дионисије и Дион
Из Државе произилази да Платон није сматрао немогућим да се његова идеална држава успостави у стварности, и учинио је један значајан покушај да образује владара у принципима филозофије. Године 367. п. н. е., Дионисије II је дошао на власт у Сиракузи на Сицилији, под надзором свог стрица Диона, који је био Платонов пријатељ и ученик. Дион је позвао Платона у Сиракузу да служи као саветник Дионисија, а Платон је прихватио. Међутим, он се вероватно надао ничему другом до да врши умерени утицај на тиранина; мало је вероватно да је веровао да може да трансформише Дионисија у правог краља-филозофа. У том случају, Дионисије се показао као ученик невољан за учење, и од тога није било ништа.
Касније је Дион покушао да преузме власт и на крају је убијен. У свом вероватно лажном Седмом писму, Платон је зажалио због Дионове смрти.

### Други примери
Многе друге историјске личности су представљене као потенцијални примери краљева-филозофа. Према В. К. Ц. Гутрију и другима, Платонов пријатељ Архита је можда био оригинална инспирација иза концепта. Не само да је Архита био истакнути питагорејски филозоф, већ је био и вешт војни генерал и популарни политички вођа, који је служио седам мандата као стратег у граду Таренту, у Италији.
Александар Велики, као Аристотелов ученик, често је описиван као краљ-филозоф. Његов савремени Онесикрит је о њему говорио као о „филозофу са оружјем“, а платониста Плутарх из 1. столећа писао је похвалним речима о његовој мудрости, великодушности, умерености и храбрости. Плутархово аргументовање што је Александра назвао филозофом било је то што је он остварио принципе о којима се раније само говорило као о идеалима и „променио бруталне обичаје безбројних народа“. Међутим, Александар је и даље контроверзна фигура, јер су га различити историчари приказивали веома различито чак и до данашњих дана.
Римски цар Марко Аурелије се такође често наводи као испуњење идеала краља-филозофа. Древни извори као што је Хисториа Аугуста називају га „филозофом“ и хвале га због милостивости његове владавине, док се његова стоичка књига Медитације још увек поштује као књижевни споменик филозофији.
Други примери укључују и:
- Хозроје I Ануширван (око 512 – 579), владар Ирана, дивили су му се у Персији и другде због свог карактера, врлина и познавања грчке филозофије.[23][24][25]
- Абу Јакуб Јусуф (1135–1184), исламски калиф и заштитник Авероеса.[26][27]
- Незахуалкојотл (1402–1472), тлатоани из града-државе Текскоко (део Тројног савеза Астека ) који је упоставио златно доба закона, поезије и културе за свој град[28]
- Матија Корвин (1443–1490), краљ Угарске и Хрватске, који је био под утицајем италијанске ренесансе и снажно настојао да у пракси следи модел и идеје краља филозофа како је описано у Држави.[29]
- Сулејман Величанствени (1494–1566), султан Османског царства, који је био посебно познат по свом покровитељству уметности и поезије.[30]
- Фридрих Велики (1712–1786), краљ Пруске и нашироко читан политички филозоф,[31] и аутор Анти Макијавела, побијања Макијавелијевог Принца.
- Ајатолах Хомеини (1900–1989), оснивач Исламске Републике Иран, чије је интересовање за Платона можда инспирисало његове напоре да створи исламску државу.[32]